# Октябрський (Китмановський район)
Октя́брський (рос. Октябрьский) — селище у складі Китмановського району Алтайського краю, Росія. Адміністративний центр Октябрської сільської ради.

## Населення
Населення — 987 осіб (2010; 1215 у 2002).
Національний склад (станом на 2002 рік):
- росіяни — 91 %